# Diocesi di Arado
La diocesi di Arado (in latino Dioecesis Aradiensis) è una sede soppressa del patriarcato di Antiochia e una sede titolare della Chiesa cattolica.

## Storia
Arado, collocata sull'isola omonima a 3 km da Tartus nell'odierna Siria, è un'antica sede vescovile della provincia romana della Fenicia Prima nella diocesi civile d'Oriente. Faceva parte del patriarcato di Antiochia ed era suffraganea dell'arcidiocesi di Tiro, come attestato da una Notitia episcopatuum del VI secolo.
Nelle fonti le sedi di Arado e di Antarado sono in alcuni casi unite nella persona del medesimo vescovo.
Sono diversi i vescovi noti di questa diocesi. Mocimo partecipò al primo concilio di Costantinopoli nel 381. Museo, vescovo di Arado e Antarado, si oppose alle decisioni del concilio di Efeso del 431.
Nel sinodo di Antiochia del 445 era presente Paolo, vescovo di Arado e Antarado. L'occupazione della doppia sede fu dichiarata illegittima durante il concilio efesino del 449, che riconobbe Alessandro come unico e legittimo vescovo di Antarado. Nel concilio di Calcedonia del 451 i due vescovi erano presenti, Paolo come vescovo di Arado e Alessandro di Antarado.
Attico, nel 458, sottoscrisse come vescovo di Arado e Costanza, nome alternativo di Antarado, la lettera dei vescovi della Fenicia Prima all'imperatore Leone in seguito all'uccisione del patriarca alessandrino Proterio.
Asincrezio fu tra i padri del secondo concilio di Costantinopoli nel 553. Tommaso sedeva sulla cattedra di Arado quando l'isola fu occupata dagli arabi nel 650. Infine la sigillografia ha restituito il nome del vescovo Panterio, il cui sigillo è datato al VII/VIII secolo.
Dal XVIII secolo Arado è annoverata tra le sedi vescovili titolari della Chiesa cattolica; dal 17 giugno 2016 il vescovo titolare è Joseph Nafaa, vescovo ausiliare di Joubbé, Sarba e Jounieh. Dal 1986 la sede è assegnata a vescovi della Chiesa maronita.

## Cronotassi

### Vescovi greci
- Mocimo † (menzionato nel 381)
- Museo † (menzionato nel 431)[3]
- Paolo † (prima del 445[3] - dopo il 451)
- Attico † (menzionato nel 458)[3]
- Asincrezio † (menzionato nel 553)
- Tommaso † (menzionato nel 650)
- Panterio † (VII/VIII secolo)

### Vescovi titolari
- Toussaint Duvernin † (23 maggio 1757 - 8 agosto 1785 deceduto)
- Giulio Maria d'Ameno, O.F.M.Ref. † (23 settembre 1788 - 28 febbraio 1796 deceduto)
- Andrzej Chołoniewski † (20 agosto 1804 - 1819 deceduto)
- Józef Marceli Dzięcielski † (17 dicembre 1819 - 19 dicembre 1825 nominato vescovo di Lublino)
- Francis Patrick Kenrick † (26 febbraio 1830 - 22 aprile 1842 succeduto vescovo di Filadelfia)
  - Simplicien Duboize, SS.CC. † (13 agosto 1844 - 30 agosto 1846 dimesso) (vescovo eletto)
- Louis-Désiré Maigret, SS.CC. † (11 settembre 1846 - 11 giugno 1882 deceduto)[4]
- Pedro José Tordoya Montoya † (20 agosto 1880 - 1881 deceduto)
- Józef Hollak † (15 marzo 1883 - 27 ottobre 1890 deceduto)[5]
- Noè Giuseppe Tacconi, P.I.M.E. † (18 settembre 1911 - 26 settembre 1942 deceduto)
- Anthony Joseph Schuler, S.I. † (29 novembre 1942 - 3 giugno 1944 deceduto)
- Luis Pérez Hernández, C.I.M. † (3 novembre 1945 - 29 maggio 1956 nominato vescovo di Cúcuta)
- José Alí Lebrún Moratinos † (2 agosto 1956 - 21 giugno 1958 nominato vescovo di Maracay)
- Jerzy Stroba † (4 luglio 1958 - 28 giugno 1972 nominato vescovo di Stettino-Kamień)
- Georges Abi-Saber, O.L.M. † (2 maggio 1986 - 23 novembre 1990 nominato eparca di San Marone di Montréal)
- Francis Némé Baïssari † (7 giugno 1991 - 24 febbraio 2015 deceduto)
- Joseph Nafaa, dal 17 giugno 2016